# Stéphane Guivarc'h
Stéphane Guivarc'h (Concarneau, Francuska, 6. rujna 1970.) je bivši francuski nogometaš te član trofejne francuske reprezentacije koja je na Svjetskom prvenstvu 1998. godine postala svjetski nogometni prvak.
Guivarc'h je najzapaženiji dio klupske karijere imao u Auxerreu. Igrajući za taj klub, dvije je godine zaredom, 1997. i 1998., bio najbolji strijelac lige.
U ljeto 1998. godine Guivarc'h prelazi u redove engleskog premijerligaša Newcastle Uniteda. Za klub je odigrao četiri utakmice te postigao jedan pogodak u svojem debiju protiv Liverpoola. U zimskom prijelaznom roku sezone 1998./99. prelazi u škotski Glasgow Rangers kojeg je vodio Ruud Gullit.
Nakon karijere na Otoku, Guivarc'h se vraća u Auxerre a karijeru završava 2002. godine u Guingampu.
Članom francuske reprezentacije Stéphane Guivarc'h je bio u razdoblju od 1997. do 1999. godine. Na Svjetskom prvenstvu u Francuskoj 1998. godine nastupio je u četiri utakmice ali nije postigao pogodak. Nakon osvajanja svjetskog naslova na tom turniru, Guivarc'hu i suigračima iz reprezentacije je dodijeljena titula viteza Legije časti (fra. Chevalier Légion d'honneur).
U listopadu 2009. godine je britanski Daily Mail sastavio listu od 50 najgorih napadača u engleskoj Premier ligi. Stéphane Guivarc'h je svrstan na prvo mjesto.